# Gábor Klaniczay
Gábor Klaniczay (Budapest, Hungría, 18 de julio de 1950) es un historiador húngaro, doctor en Historia, especialista en historia religiosa de la Baja Edad Media y principios de la Edad Moderna en Hungría y Europa. Es profesor de Estudios Medievales en la Universidad Centroeuropea de Budapest. Con los conocimientos de la antropología histórica, investiga cuáles fueron los usos históricos de la herejía, la santidad, las visiones, los estigmas, la magia y la brujería.
Fue galardonado con el Premio Internacional de Ciencias Históricas que entrega el Comité Internacional de Ciencias Históricas «Por la excelencia de sus obras», entregado el 29 de septiembre de 2017 en la Asamblea General de Ciencias Históricas celebrada en Moscú, siendo el segundo historiador en recibir esta distinción desde que fue creado el premio en 2015.

## Principales obras
Entre sus principales obras se incluyen: 
- The Uses of Supernatural Power. The Transformations of Popular Religion in Medieval and Early Modern Europe (Polity – Princeton U. P., 1990);
- Szent Margit legendái és stigmái [Legends and stigmata of Saint Margaret] (Argumentum, 1994);
- Holy Rulers and Blessed Princesses. Dynastic Cults in Medieval Central Europe (Cambridge U.P., 2002)
- Procès de canonisation au Moyen Âge additional resources. Aspects juridiques et religieux (École française de Rome, 2004);
- (ed. with Éva Pócs) Witchcraft Mythologies and Persecutions (CEU Press, 2008);
- (ed.) Saints of the Christianization Age of Central Europe (CEU Press, 2013).[4]